# Ponérihouen
Ponerihouen (prononcé [pɔneʁiwɛ̃] ; en paicî : Pwäräiriwa, littéralement « l'embouchure du fleuve ») est une commune française de Nouvelle-Calédonie de la Province Nord, sur la côte est, à 280 km de Nouméa, à 30 km de Poindimié (nord-ouest) et à 45 km de Houaïlou.
Au recensement de 2019, elle compte 2 420 habitants.
La commune fait partie de l'aire coutumière Paici-Camuki.

## Géographie
Avec 1 006 mètres d'altitude, l'Aoupinié est le point culminant de la commune. Son territoire consiste en une succession de trois vallées d'orientations ouest-est : celles de la Tchamba au nord (limite avec Poindimié), de la Nérihouen (ou Naïriwa, ce qui signifie « le fleuve, la rivière » en paicî, et qui a donné son nom à la commune et au village chef-lieu) au centre et de Monéo-Néavin au sud.
La quasi-totalité de la population (89,8 %) est Kanak, répartie en 2 districts coutumiers pour 13 tribus : Ponérihouen (10 tribus, dont 8 le long du cours de la Nérihouen : 4 dans la basse vallée, 1 dans la moyenne vallée et 3 en amont ; 1 en amont de la Tchamba, qui porte le même nom ; Mou à l'embouchure du petit fleuve côtier éponyme) et Monéo (3 tribus dans la vallée de Monéo-Néavin).
Sur les 707,3 km2, près d'un quart (24 %) sont des terres coutumières (169,71 km2) et à peine plus d'un dixième (12 %) sont des propriétés privées (84,33 km2). La grande majorité du territoire communal (453,27 km2, soit 64,1 %) appartient ainsi au domaine public.

## Histoire
Vers 1860, un poste de gendarmerie est installé à l'emplacement de l'actuel village.
Un village se développe autour à partir de 1879 avec les premiers colons installés (notamment des Réunionnais comme Philippe Douyère). Les missionnaires sont d'abord protestants, avec de fortes implantations dans les tribus de Mou ou de L'Embouchure.
Le père mariste Yves-Marie Hily, qui a fondé la mission de Houaïlou à Méomo en 1896, qui permet également d'y introduire la religion catholique, avec les premiers baptêmes de Kanak de Néavin en 1898, y crée en 1905 la mission de Téouty, près de la tribu de Grochain dans la moyenne vallée de la Nérihouen. Une rivalité entre les deux cultes va aboutir à des tribus mixtes, en partie catholiques et en partie protestantes[réf. nécessaire].
À partir de 1894, des « colons Feillet » sont installés pour cultiver le café essentiellement dans la moyenne et la haute vallée de la Nérihouen-Nimbayes (Armand Devillers, Antonin Clavel, François Thonon, par exemple).
La production de café se développe par la suite, avec les premières usines créées entre les années 1930 et 1945 sur deux sites de la commune. Une station de recherche, l’Institut français du café et du cacao (IFCC), travaillant sur la mise au point de nouvelles variétés de café et sur la lutte contre les maladies, est installé sur la commune durant les années 1970.
Par la suite, en 1977, une partie des installations devient une usine de traitement, de dépulpage et de transformation du café collecté par le Groupement des agriculteurs et des producteurs de la Côte Est (GAPCE) auprès des producteurs pour la confection et la fabrication du café « HOIA ». La mise en paquet est pour sa part faite dans une autre usine, à Poindimié.
Durant la période des Évènements, entre 1984 et 1988, une grande partie des descendants de colons européens quittent la commune pour aller s'installer sur la côte Ouest[réf. nécessaire].

## Politique et administration
La commune de Ponérihouen a longtemps été, des années 1980 aux années 2010, un fief traditionnel du petit parti indépendantiste de l'Union progressiste en Mélanésie (UPM), composante fondatrice du Front de libération nationale kanak et socialiste (FLNKS). Le maire de 2001 à 2014, André Gopoea, est ainsi l'une des principales figures fondatrices de ce mouvement, tandis que son actuelle personnalité dominante et porte-parole, Victor Tutugoro, est également issu de la commune. Parmi les autres personnalités politiques originaires de Ponérihouen figurent Doui Matayo Wetta, président fondateur de l'Association des indigènes calédoniens et loyaltiens français (AICLF, mouvement confessionnel protestant de défense des intérêts mélanésiens) et un des créateurs également de l'Union calédonienne (UC) en 1953 avant de rejoindre le camp de la droite gaulliste en 1960, et ses deux enfants : Henri Wetta, figure du mouvement historique anti-indépendantiste, le Rassemblement pour la Calédonie dans la République (RPCR, devenu Rassemblement-UMP en 2004) ; Marie-Claude Wetta, qui a épousé le dirigeant indépendantiste Jean-Marie Tjibaou. L'écrivain et militante du Parti de libération kanak (Palika, autre composante du FLNKS) Déwé Gorodey (membre de tous les gouvernements locaux depuis 1999, elle a été la vice-présidente de 2001 à 2009) est également native de Ponérihouen. Enfin, Pierre-Chanel Tutugoro, qui a gagné la commune en 2014, est un cadre de l'UC, ayant été à deux reprises candidat à la présidence de ce parti en étant battu à chaque fois par Daniel Goa en 2012 et 2013.
| Période                                  | Période  | Identité                  | Étiquette                  | Qualité |
| ---------------------------------------- | -------- | ------------------------- | -------------------------- | ------- |
| 1961                                     | 1971     | Doui Matayo Wetta         | AICLF puis AC (Gaullistes) |         |
| 1971                                     | 1977     | Jacques Lallut            | AC puis EDS                |         |
| 1977                                     | 1983     | Théophile Wakolo Pouyé    | URC puis FNSC              |         |
| 1983                                     | 1995     | Jean Baptiste Naaoutchoue | FI puis FLNKS-UPM          |         |
| 1995                                     | 2001     | Édouard Menrempon         | FLNKS-UNI-Palika           |         |
| 2001                                     | 2014     | André Gopoea              | FLNKS-UPM                  |         |
| 2014                                     | En cours | Pierre-Chanel Tutugoro    | FLNKS-UC                   |         |
| Les données manquantes sont à compléter. |          |                           |                            |         |

## Démographie
L'évolution du nombre d'habitants est connue à travers les recensements de la population effectués dans la commune depuis 1956. À partir de 2006, les populations légales des communes sont publiées annuellement par l'Insee, mais la loi relative à la démocratie de proximité du 27 février 2002 a, dans ses articles consacrés au recensement de la population, instauré des recensements de la population tous les cinq ans en Nouvelle-Calédonie, en Polynésie française, à Mayotte et dans les îles Wallis-et-Futuna, ce qui n’était pas le cas auparavant. Ce recensement se fait en liaison avec l'Institut de la statistique et des études économiques (ISEE), institut de la statistique de la Nouvelle-Calédonie. Pour la commune, le premier recensement exhaustif entrant dans le cadre du nouveau dispositif a été réalisé en 2004, les précédents recensements ont eu lieu en 1996, 1989, 1983, 1976, 1969, 1963 et 1956.
En 2019, la commune comptait 2 420 habitants, en augmentation de 2,11 % par rapport à 2014 (Nouvelle-Calédonie : +0,98 %).
| 1956  | 1963  | 1969  | 1976  | 1983  | 1989  | 1996  | 2004  | 2009  |
| ----- | ----- | ----- | ----- | ----- | ----- | ----- | ----- | ----- |
| 1 840 | 1 853 | 1 948 | 2 065 | 1 932 | 2 326 | 2 691 | 2 726 | 2 384 |

| 2014  | 2019  | - | - | - | - | - | - | - |
| ----- | ----- | - | - | - | - | - | - | - |
| 2 370 | 2 420 | - | - | - | - | - | - | - |

## Économie
Bien que les populations mélanésiennes des tribus continuent à pratiquer la polyculture vivrière traditionnelle (igname, taro, manioc), ll'économie locale est surtout marquée par deux productions phares : le café (GAPCE et ses deux usines de Ponérihouen et Poindimié, à l'origine du café HOIA) et la sylviculture (scierie Ponéribois avec une petite unité de production de charbon de bois, sur le massif de l'Aoupinié). Ces activités revêtent un aspect identitaire fort dans la commune : en août 2002, une fête annuelle du café, de l’igname et du bois a été organisée pour la première fois.

## Centres d'intérêt touristique
- marché matinal, le vendredi,
- produits locaux : café arabica, café soleil, letchis, bananes, ananas, ignames, bois (houp, tamanou, kaori...),
- sculpture sur bois, dont Paul Ayawa,
- fête culturelle et agricole de l'igname (d'autres produits de la terre ont été à l'honneur auparavant),
- tourisme, éco-tourisme, Comité d'Animation de Ponérihouen,
- randonnées, guides locaux, GR Nord (tronçon Tchamba-Saint-Thomas),
- activités nautiques, pêche, visite des îlots,
- restauration, hébergement : hôtel, restaurants, campings, gîtes, accueil en tribu,
- vallées, avec aires aménagées : Tchamba, Napia, Nimbaye,
- panorama d'Aoupinié, mission de Tétouti, tribu de Goa,
- cascade de Bwa, vers Néavin (sud),
- chutes du Natô, tribu de Néouta (nord),

## Repères axe nord-sud, RT3, de Houaïlou à Ponerihouen
- commune de Houaïlou (Waa Wi Luu),
  - rivière Haouaïlou, pont,
  - bifurcation vers Bourail, par Doneva, Ninidian, Nédivin, Bwenave, Kouya, Cingo, Médaouya, Gondé, Coula, Boréaré, Godu, Karagreu, col des Roussettes...
  - Nédiouen, plage, ancien aérodrome, Néâria,
  - ouest, vers Thu (Tùù) ,
  - Nékoué (Né Kwé),
  - Méomo, Neya, Kaora (Kau'aa),
  - baie Lebris, plage, vers le cap Bocage, mines, île Agué,
  - Bâ, église,
  - pont sur la Bwééyouu,
  - courte route RM16 vers la cascade de Baa (Bwa),
  - route Salaun, mine, embarcadère,
  - pont sur la Hô,
  - route de la baie Ugué, plage,
  - col de Hô,
- commune de Ponérihouen (Pwäräiriwâ)
  - vallée de la Néavin, vers Neavin,
  - Monéo, église, terminal minéralier, îlots d'Harcourt,
    - vallée de la Monéo, vers Po, rive droite, pont, rive gauche,

  - plage de Wémoru, cocoteraie,
  - Mou, baie, plage, 
    - vallée de l'Urupomeu, pont,

  - cocoteraie,
  - route de l'ex-propriété Boullanger,
  - route de Goyéta, RM6,
  - vallée, Ponérihouen, gendarmerie, dispensaire,
    - rive droite, vers Grondu, Grochain, Saint-Yves, Napwepa (Nébouéba),
    - pont métallique,
    - rive gauche, vers Téouta, Gozetta, Goa,

  - vallées de la Tchamba et de l'Eewe,

## Repères axe nord̠-sud: RT3 entre Ponerihouen et Poindimié
- commune de Ponérihouen
  - rivière Ponérihouen, pont métallique, plage, cocoteraies, vallée, panorama,
  - tribu de Néouta / Nawetaa,
  - îlot,
  - vallée de la Nimbaye, vers Téouty, Goyeta, Goa,
  - pont X sur la rivière Nimbaye, panorama,
  - vallée de la Nimbaye, vers Grondu, Grochain, la Nimbaye, Saint-Yves, Nébouéba (Napwepa),
  - Tiakan, vallée de la Napia, gravures rupestres,
  - vallée de la Tchamba
- commune de Poindimié
  - mangrove,
  - Névaho, Ometteux (chapelle), Wiido, Paaba, Bayes, Nage, Négropo,
  - îlot Bois de fer,
  - Napwetamwa, Naméréwâ, mangrove, îlot Ena,
  - Tibarama, chapelle, îlot Tibarama,
  - marina de Poindimié,
  - vallée de la Tchamba, pont,
  - Poindimié, collège, lycée professionnel, hôpital, piscine,
  - pont,
  - Poindimié centre, gendarmerie, trésor public, commerces, caserne, lycée, internat, DDEE, ADRAF...

## Tribus de Ponerihouen,aire coutumière Paici-Camuki
- District Ponérihouen : Goa, Goyetta-Nimbayes, Grochain, Grondu, L'Embouchure, Mou, Nébouéba, Néouta, Saint-Yves (et Napwepa), Tchamba
- District Monéo : Monéo, Néavin, Po

## Personnalités
- Eleisha Nebay, écrivain
- Déwé Gorodey (1949-2022), écrivaine et femme politique néo-calédonnienne.